# Résolution 1524 du Conseil de sécurité des Nations unies
Membres permanents
- Chine
- États-Unis
- France
- Royaume-Uni
- Russie

Membres non permanents
- Algérie
- Allemagne
- Angola
- Bénin
- Brésil
- Chili
- Espagne
- Pakistan
- Philippines
- Roumanie

Résolution no 1523 Résolution no 1525
La résolution 1524 du Conseil de sécurité des Nations unies, adoptée à l’unanimité le 30 janvier 2004, après avoir réaffirmé toutes les résolutions sur l’Abkhazie et la Géorgie, notamment la résolution 1494 (2003), proroge le mandat de la Mission d'observation des Nations unies en Géorgie.